# Arrondissement de Bonn

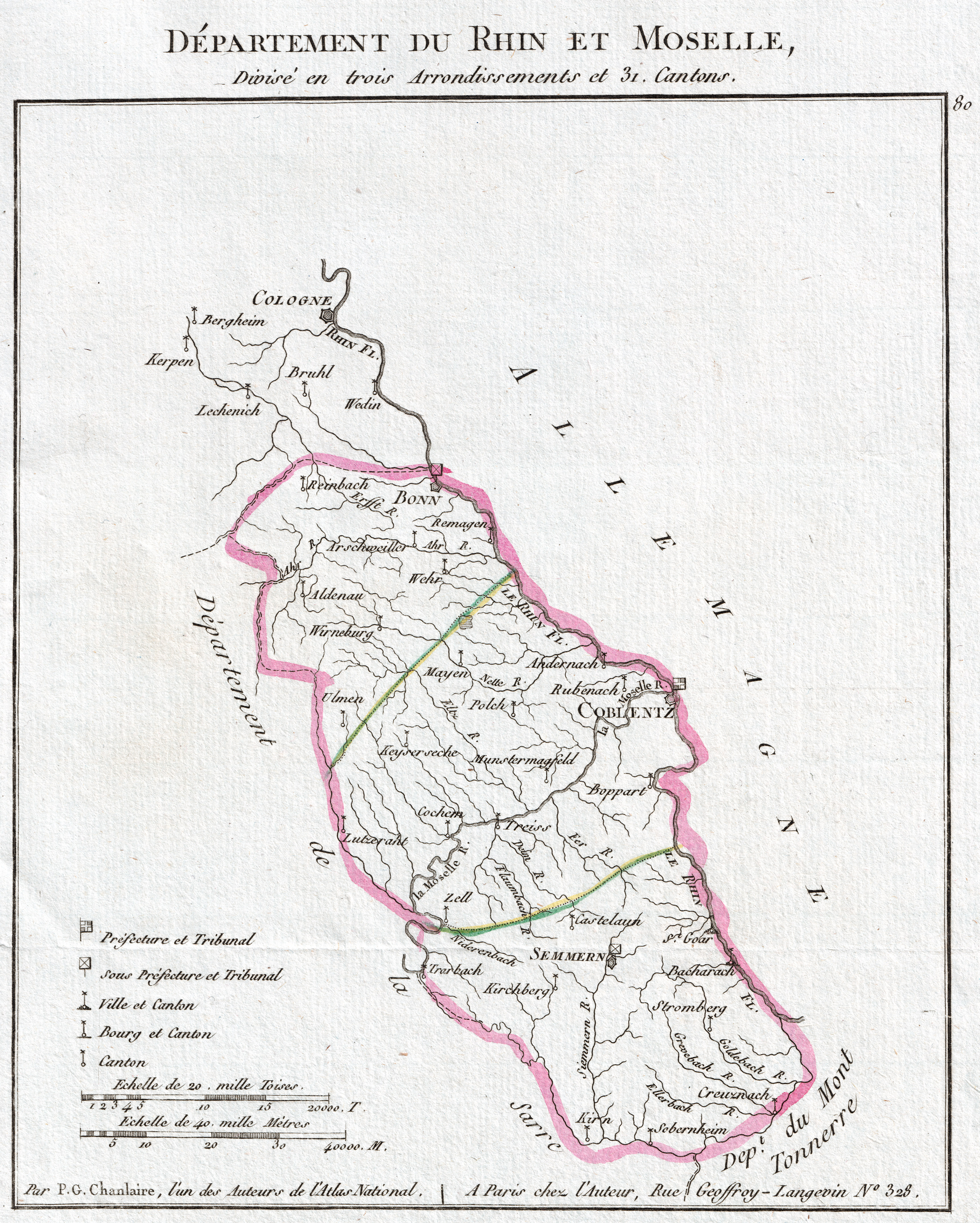
Das Arrondissement de Bonn im Norden des Départements de Rhin-et-Moselle

Das Arrondissement de Bonn (deutsch Arrondissement Bonn) war eine französische Verwaltungseinheit im Rhein-Mosel-Departement. Das Arrondissement bestand von 1798 bis 1814.

## Verwaltungsgeschichte
Nachdem französische Revolutionstruppen im Oktober 1794 die linksrheinischen Gebiete erobert hatten, begannen sie 1798 mit der Einteilung der linksrheinischen Gebiete in Départements die französischen Verwaltungsstrukturen einzuführen. Geleitet wurden die Arrondissements von einem Unterpräfekten.
Am 6. Juni 1802 trat der Maire von Bonn, Johann Joseph Eichhoff, das Amt des Unterpräfekten des Arrondissements Bonn an. Napoleon Bonaparte entzog Eichhoff bei einem Besuch in Bonn alle Ämter und ernannte Peter Joseph Maria Boosfeld (* 1750 in Bonn, † 1819) am 16. September 1804 zum Unterpräfekten. Er war 10 Jahre Unterpräfekt des Arrondissements.
Auf der Grundlage der Beschlüsse des Wiener Kongresses (1815) wurden das Rhein-Mosel-Département und mit ihm das Gebiet des Arrondissement Bonn dem Königreich Preußen zugeschlagen. Die nördlichen Gebietsteile gingen in dem Regierungsbezirk Köln auf, die südlich gelegenen Teile im Regierungsbezirk Koblenz. 1822 wurden beide Regierungsbezirke Teil der preußischen Rheinprovinz. Seit 1946 ist das Gebiet des Arrondissements Teil der Bundesländer Nordrhein-Westfalen und Rheinland-Pfalz.

## Verwaltungsgliederung
Das Arrondissement gliederte sich in neun Kantone, 27 Mairies und 201 Gemeinden, in denen im Jahr 1808 insgesamt 81.092 Einwohner lebten.
Kanton Adenau (9.036 Einwohner)
- Mairie Adenau mit 9 Gemeinden und 4.603 Einwohnern; Bürgermeister: Köller1808a, Franz Aloys Berger1808
- Mairie Aremberg mit 5 Gemeinden und 1.738 Einwohnern; Bürgermeister: Hartmann1808a, Kirchrath1808, Kaufmann1809, F. J. Lefebure1810
- Mairie Barweiler mit 6 Gemeinden und 2.695 Einwohnern; Bürgermeister: Manderfeld1808a, Johann Geisen1808

Kanton Ahrweiler (Kantonspräsident Georg Kriechel, 9.036 Einwohner)
- Mairie Ahrweiler mit 2.380 Einwohnern; Bürgermeister: Georg Kriechel1808a
- Mairie Brück mit 7 Gemeinden und 2.668 Einwohnern; Bürgermeister: Brixius1808a, Linden1808, Müller1809, Wichterich1810, Chorus1812
- Mairie Gelsdorf mit 4 Gemeinden und 1.437 Einwohnern; Bürgermeister: Rolshoven1808a, Gruben1808
- Mairie Mayschoß mit 6 Gemeinden und 2.241 Einwohnern; Bürgermeister: Eichhaass1808a, vakant1808, Mathias Held1809

Kanton Bonn Stadt (Kantonspräsident Fischenich)
- Mairie Bonn mit 9.149 Einwohnern; Bürgermeister: Johann Joseph Eichhoff[2] (1802–1804), Anton Maria Karl von Belderbusch (1804–1816)[5]

Kanton Bonn Land (Kantonspräsident Bernhard Franz Josef von Gerolt, 11.570 Einwohner)
- Mairie Godesberg mit 7 Gemeinden und 3.184 Einwohnern; Bürgermeister: Windeck1808a, Engelbert Kamp1808
- Mairie Oedekoven  mit 7 Gemeinden und 2.269 Einwohnern; Bürgermeister: Moll1808a, Zachäus Zerres1808
- Mairie Poppelsdorf  mit 8 Gemeinden und 3.891 Einwohnern; Bürgermeister: Johann Cassel1808a
- Mairie Villip  mit 10 Gemeinden und 2.049 Einwohnern; Bürgermeister: Johann Sontag1808a,[6], Maximilian Friedrich Gudenau1808 alias von Vorst–Lombeck (1807–1812)[6]

Kanton Remagen (10.165 Einwohner)
- Mairie Heimersheim mit 8 Gemeinden und 2.651 Einwohnern; Bürgermeister: St. Steinhauer1808a
- Mairie Remagen mit 4 Gemeinden und 3.122 Einwohnern; Bürgermeister: Jäger1808a, Nicolaus Adams1810
- Mairie Ringen mit 4 Gemeinden und 1.563 Einwohnern; Bürgermeister: J.H. Reifferscheid1808a
- Mairie Sinzig mit 5 Gemeinden und 2.551 Einwohnern; Bürgermeister: Hertgen1808a, J.P. Weckbecker1808

Kanton Rheinbach (Kantonspräsident Deuster, 19.491 Einwohner)
- Mairie Adendorf mit 8 Gemeinden und 3.202 Einwohnern; Bürgermeister: Max Friedrich Lombeck1808a (1805–1809)[6], Franz Kaufmann1810 (1809–1814)[6]
- Mairie Rheinbach mit 9 Gemeinden und 4.657 Einwohnern; Bürgermeister: Leopold Josef Wolff1808a
- Mairie Kuchenheim mit 4.361 Einwohnern; Bürgermeister: Karl Deuster1808a
- Mairie Münstereifel mit 8 Gemeinden und 4.160 Einwohnern; Bürgermeister: Nuss1808a, Pützfeld1808, F.J. Balbiano1810
- Mairie Ollheim mit 11 Gemeinden und 3.566 Einwohnern; Bürgermeister: Joseph Jordans1808a

Kanton Ulmen (3.000 Einwohner)
- Mairie Ulmen mit 11 Gemeinden und 1.943 Einwohnern; Bürgermeister: Thomas1808a, Corn. Metten1808
- Mairie Kelberg mit 9 Gemeinden und 1.057 Einwohnern; Bürgermeister: Pasbach1808a, Kesseler1808, Mollier1812

Kanton Virneburg (Kantonspräsident Beck)
- Mairie Virneburg mit 20 Gemeinden und 4.848 Einwohnern; Bürgermeister: Kaufmann1808a, Freyberger1808, V.F. Schulten1809

Kanton Wehr (4.877 Einwohner)
- Mairie Wehr mit 4 Gemeinden und 1.303 Einwohnern; Bürgermeister: Sieglohr1808a, Lenz1808, Kolb1810, vakant1812, J.A. Hertgen1812
- Mairie Kempenich mit 5 Gemeinden und 2.092 Einwohnern; Bürgermeister: Arnold Funk1808a
- Mairie Königsfeld mit 5 Gemeinden und 1.739 Einwohnern; Bürgermeister: Geisen1808a, Joh. H. Geiger1808

Anmerkungen
1. ↑  Die Angaben der Bürgermeister sind den auf Deutsch erschienenen Handbüchern für die Landleute vom Rhein–Mosel–Département aus den Jahren 1808,1809,1810,1812 entnommen (dilibri.de). Die mit 1808a gekennzeichneten Angaben stammen aus dem Annuaire statistique du Département de Rhin-et-Moselle von 1808 (dilibri.de). Der Jahrgang der Ersterwähnung ist jeweils vermerkt.
2. ↑  Soweit nicht anders gekennzeichnet, stammen die Angaben aus dem Handbuch für die Landleute vom Rhein–Mosel–Département, Jahrgang 1808, Koblenz, Prefektur-Buchdruckerey, S. 106 ff, Stichtag für die Einwohnerdaten ist der 1. Januar 1807 (dilibri.de).

## Bevölkerungsentwicklung
| Jahr    | Einwohner |
| ------- | --------- |
| 1799    | 70.508    |
| 1801/02 | 77.296    |
| 1807    | 81.092    |
| 1808    | 82.468    |
| 1809    | 83.707    |
| 1811    | 87.891    |